# Caulolatilus princeps
Caulolatilus princeps, llamado comúnmente pez blanco, blanquillo, peje blanco o pejeblanco (en Perú) y cabezón (en España), es una especie de bacalao endémica del Océano Pacífico oriental, donde comúnmente habita desde el centro de California hasta Perú, así como las Islas Galápagos, exceptuando la Isla Clipperton. También se encuentra más raramente al norte de Vancouver, en la Columbia Británica. Se puede encontrar en fondos marinos arenosos, fangosos o rocosos a profundidades de 10 a 91 metros, más comúnmente entre 24 y 55 metros. Esta especie puede alcanzar una longitud de 102 centímetros TL. El mayor peso registrado para esta especie es de 5.8 kilogramos. Caulolatilus princeps es importante comercialmente y también es buscado para la pesca deportiva.